# Saint-Sigismond, Haute-Savoie
Saint-Sigismond là một xã trong tỉnh Haute-Savoie thuộc vùng Auvergne-Rhône-Alpes đông nam Pháp.